# VoorNederland
VoorNederland (VNL, deutsch Für die Niederlande) war eine niederländische politische Partei und Abspaltung der rechtspopulistischen Partei für die Freiheit (PVV). 
Die Partei verstand sich als klassisch-liberal bis liberal-konservativ und war EU-kritisch.

## Geschichte

### Gründung
Die Partei wurde von Louis Bontes und Joram van Klaveren gegründet, die beide 2010 für die PVV in die Zweite Kammer der Generalstaaten gewählt wurden. Bontes wurde im Oktober 2013 aus der PVV ausgeschlossen, van Klaveren verließ die PVV im März 2014 nach umstrittenen Aussagen des PVV-Chefs Geert Wilders über die Marokkanische Minderheit in den Niederlanden. Im April 2014 bildeten die beiden Abgeordneten die Gruppe Bontes/Van Klaveren und im Mai 2014 wurde die Gründung der neuen Partei VoorNederland bekanntgegeben.

### Weiterer Verlauf
Im Dezember 2014 schloss sich die ehemalige PVV-Europaabgeordnete Laurence Stassen der VNL an. Sie übernahm später auch den Parteivorsitz. Im Januar 2015 löste sich die Partei Artikel 50 zugunsten der VNL auf.
Anfang 2016 wurde der VNL Parteienfinanzierung zugesprochen, da sie die dazu notwendige Schwelle von 1000 Mitgliedern übersprungen hat. Die VNL erhält 250.000 € für das Jahr 2016. Diese müsste sie eigentlich mit der PVV, von der sie sich abgespalten hat, teilen. Da die PVV aber mit Gert Wilders formal nur ein Mitglied hat und daher keine Parteienfinanzierung erhält, geht der komplette Betrag an die VNL. Im Vergleich dazu erhält die von der PvdA abgespaltene Partei Denk, die ebenfalls über zwei Parlamentarier verfügt, nur 15.000 €.

### Parlamentswahl 2017
Im April 2015 wurde der bekannte Rechtsanwalt Bram Moszkowicz als zukünftiger Spitzenkandidaten für die Parlamentswahl 2017 vorgestellt. Im Januar 2016 entschied sich die Partei aber gegen Moszkowicz. Einige Umfragen im Juli 2015 und seit September 2016 gaben der VNL Chancen auf ein bis zwei Sitze bei der Wahl. Im August 2016 wurde bekanntgegeben, dass Jan Roos, Co-Initiator des Referendums über das Assoziierungsabkommen zwischen der Europäischen Union und der Ukraine, der neue Spitzenkandidat wird. Bei der Parlamentswahl 2017 erreichte VNL 0,4 % der Stimmen – zu wenig für einen Sitz in der Zweiten Kammer.
In der Folge beschloss die Partei die Auflösung.

## Internationale Zusammenarbeit
Die VNL arbeitete von November 2014 bis Ende 2016 mit der UK Independence Party (UKIP) zusammen. Van Klaveren war Mitglied der UKIP-geführten Europapartei Alliance for Direct Democracy in Europe. Bontes war Schatzmeister der zugehörigen europäischen Parteienstiftung Initiative for Direct Democracy in Europe (IDDE).

## Vorfeldorganisationen
Der Think Tank der Partei hatte den Namen Adam Smith Instituut nach dem schottischen Moralphilosoph Adam Smith. Die Jugendorganisation trug den Namen JongVNL.